# بنو غنى

بنو غنى قبيلة عربية من قيس عيلان وغنى أسمه عمرو بن أعصر بن سعد بن قيس بن عيلان مضر، وكانوا يسكنون عالية نجد ومنهم انتقل بعد الفتوحات الإسلامية إلى العراق والجزيرة الفراتية ومصر والاندلس وشمال أفريقيا

## نبذه واخبار عن بنو غني
فروع وبطون بنو بنو غني وهم: 
بهثة بن غنم بن غني بن أعصر، وهم بالجزيرة والكوفة. ومنهم: مرثد بن أبي مرثد، واسم أبي مرثد كناز بن حصن بن يربوع بن طريف بن خرشة بن عبيدة بن سعد بن عوف بن كعب بن مالك بن جلان بن غنم بن غني، من المهاجرين الأولين؛ هو وأبوه حليفان لحمزة بن عبد المطلب - رضي الله عنهم - ؛ قتل مرثد في أيام رسول الله - صلى الله عليه وسلم - يوم الرجيع؛ وعاش أبو مرثد إلى أيام عثمان بن عفان - رضي الله عنه؛ ورياح بن الأشل وهو من بني هلال بن عبيد بن سعد بن عوف بن كعب بن مالك بن جلان بن غنم بن غني؛ وابن أخيه ثعلبة، قاتل شأس بن زهير بن جذيمة العبسي؛ وقد قيل إن رياح بن الأشل هو قاتل شأس، وإنه من ولد رفاعة بن عبيد أخي هلال بن عبيد؛ وعلي بن الغدير بن مضرس بن قيس بن حجوان بن مطعم بن كعب بن ثعلبة بن سعد بن عوف بن كعب، الشاعر القائل:
فمن مبلغ قيس بن عيلان كلها
بما حاز منها أرض نجد وشامها
فلا تهلكنكم فتنة كل أهلها
كحيران في طخياء داج ظلامها
وخلوا قريشاً تقتتل إن ملكها
لها وعليها برها وأثامها
فإن وسعت أحلامها وسعت لها
وإن عجزت لم تدم إلا كلامها
وإن قريشاً مهلك من أطاعها
تنافس دنيا قد أحم انصرامها
ومرداس بن خويلد بن واقد بن رياح بن يربوع بن ثعلبة بن سعد بن عوف بن كعب، وفد إلى رسول الله - صلى الله عليه وسلم - . ومنهم: سرحان بن معتب ابن الأجب بن الغوث بن الأجب بن الغوث بن العتريف بن سعد بن عوف بن كعب بن مالك بن جلان، الذي ضرب به المثل فقيل: «وقع العشاء به على سرحان»؛ وعصيمة بن وهب، من بني زبان بن كعب، الذي أسر معبد بن زرارة يوم الرحرحان: وربيعة بن المخارق بن جأوان بن خويلد بن حرثان بن جابر بن مالك بن عامر بن عبس بن جعدة بن غني وكان أحد قادة بنو امية المعروفين والذي شارك في معركة عين الوردة ومعركة الخازر

## خيل غني المشهورة
- الخذواء وهي فرس شيطان بن الحكم بن الغنوي، قال فيها يوم محجر:

من أخذ من ذنب الخذواء شعرة فهو آمن. قال طفيل في شعره:
لقد منت الخذواء مناً عليهم
وشيطان إذ يدعوهم ويثوب
- خرقة وهي فرس فارس الهمام المشمعل بن هزلة من بني زبان بن كعب بن جلان بن غنم بن غني
- ولغني كذالك من الخيل المشهورة: الغراب والوجيه ولاحق والمذهب

## مشاهير بنو غني
- كناز بن الحصين الغنوي
- الطفيل الغنوي
- إسحاق الغنوي
- بشر الغنوي
- مرداس بن مالك الغنوي
- أنس بن أبي مرثد الغنوي
- مرثد بن أبي مرثد
- ابن حيوس
- كعب الغنوي
- رياح بن الأشل قاتل شأس بن زهير بن جذيمة
- ربيعة بن المخارق أحد قادة الدولة الاموية
- عقبة بن عبد الله الغنوي أحد وجهاء الخوارج ورواتهم زمن الدولة الاموية

## وصلات خارجية
- قائمة قبائل العرب

1. ↑  الموسوعة الشاملة - جمهرة أنساب العرب ابن حزم نسخة محفوظة 22 يونيو 2016 على موقع واي باك مشين.
2. ↑  الكتب - أنساب الأشراف للبلاذري - نسب بني أعصر بن سعد بن قيس بن عيلان نسخة محفوظة 05 مارس 2016 على موقع واي باك مشين.